# 7 à Paris
7 à Paris est un hebdomadaire multiculturel et satirique parisien créé en 1981 par Pierre Cornély et qui cessa de paraître en 1993,.
Outre le répertoire des événements culturels parisiens tel que l'offraient également Pariscope et L'Officiel des spectacles (cinémas, théâtres, concerts, expositions, spectacles, etc.), 7 à Paris proposait également des articles de société et des dessins humoristiques.
L'hebdomadaire disparut en 1993 à la suite de l'érosion continue de ses ventes : Hachette Filipacchi Medias, également propriétaire d'un magazine culturel parisien concurrent (Pariscope), fit le choix d'abandonner sa publication.
| Image externe |                              |
|               | Une couverture de 7 à Paris. |

## Signatures
- Pierre Cornély, rédacteur en chef et cofondateur
- Stéphane de Rosnay, rédacteur en chef adjoint
- Alain Kruger, rédacteur en chef
- Jean-Marc Marchal, secrétaire de rédaction
- Jean-Yves Katelan, journaliste
- Agnès Cruz, Directrice Artistique
- Dollone, dessinateur
- Michka Assayas, journaliste
- Lefred Thouron , dessinateur
- Frank Margerin, dessinateur de bande dessinée
- Patrick Asté dit Diastème, journaliste
- Christophe Bourseiller, chroniqueur gastronomique (rubrique « La semaine du gourmet masqué »)
- Vittoria Pignatelli, journaliste (rubriques "Confidentiel", "Metropolis")
- Sophie Chérer
- Catherine Soullard
- Catherine Terzieff
- Arielle Saracco
- Christian Jauberty
- Vincent Borel
- Emanuel Daydé
- Elise Fontenaille
- Claude-Jean Philippe
- Francis Kuntz, en tant que dessinateur sous le pseudonyme de Kafka
- Pierre et Gilles, illustrations

## Films publicitaires
- 1990 : 7 à Paris, c'est pas de la camomille, série de trois spots publicitaires de 15 min chacun. Réalisateur : Jean-Pierre Mocky (il y tient son propre rôle).